# Курчалі
Курчалі (рос. Курчали) — село у Веденському районі Чечні Російської Федерації.
Входить до складу муніципального утворення Курчалінське сільське поселення.

## Історія
Згідно із законом від 20 лютого 2009 року органом місцевого самоврядування є Курчалінське сільське поселення.